# Pardosa hohxilensis
Pardosa hohxilensis är en spindelart som beskrevs av Song 1995. Pardosa hohxilensis ingår i släktet Pardosa och familjen vargspindlar. Inga underarter finns listade i Catalogue of Life.